# Paula Zapf
Agnes Paula Zapf verheiratete Kriske (* 17. März 1918 in Köln; † 2005 ebenda) war in der Karnevalssession 1938 als Paula I die erste weibliche „Jungfrau“ im Kölner Dreigestirn.

## Leben und Rolle beim Karneval
Paula Zapf aus Köln-Nippes wurde als „ein echtes Mädchen aus dem Volk“ von Thomas Liessem als Vorsitzendem des Festausschusses des Kölner Karnevals und der NS-Organisation Deutsche Arbeitsfront für das Kölner Dreigestirn ausgewählt. Dies geschah auf Druck der NSDAP, die die Homosexualität bekämpfte und deshalb durchsetzte, dass die Figur der Jungfrau von einer Frau dargestellt werden sollte. Die Prinzenproklamation mit ihr wurde von fast allen Sendern des NS-Staates übertragen. Zapf arbeitete bei der Kölner Firma Bierbaum-Proenen, die 1938 ihr 150-jähriges Jubiläum feierte, in der Hemdenausgabe. Das Unternehmen finanzierte auch das Kostüm der Jungfrau. Die Wahl war aber wohl auch ein Zeichen des Kölschen Klüngels, da Thomas Liessem mit Zapfs Vater befreundet war.
Der Kölner Oberbürgermeister Karl Georg Schmidt würdigte Zapf auf der Prinzenproklamation mit den Worten „Diesmal bist du kein verkappter Mann – solch Schönheit nur die Frau uns schenken kann“ Prinz Peter sei wegen des Applauses für sie eifersüchtig gewesen: „Ich bin doch nicht die Staffage für die Jungfrau“, soll er erbost ausgerufen haben. Von den Karnevalisten wurde ihr bescheinigt, dass sie ihre Aufgabe gut gemacht habe.
Zapf blieb im Folgenden aber vom Karneval ausgeschlossen, da sie als Frau keiner männlichen Gesellschaft beitreten durfte. Sie wurde auch nicht in die Traditionsgemeinschaft der ehemaligen Prinzen, Bauern und Jungfrauen des Kölner Karnevals aufgenommen. 1988 scheiterte der Vorschlag des damals amtierenden Dreigestirns, Paula Zapf und ihre Nachfolgerin in die Traditionsgesellschaft ehemaliger Prinzen, Bauern und Jungfrauen aufzunehmen. Die bisher einzige weitere weibliche Jungfrau folgte 1939 mit Else Horion.
Paulas Eltern waren Rudi Zapf, erster Posaunist beim Reichssender Köln, und Theresa Zapf, Bedienstete in einem Kölner Lokal. Paula Zapf lebte weiter in Köln, heiratete Kurt Runge und gebar 1945 den behinderten Sohn Rudi. Nach der Scheidung heiratete sie 1968 den Fräser Karl Julius Kriske (1904–1978) und hieß dann Paula Kriske. Sie lebte bis ins hohe Alter in den Riehler Heimstätten. Wenige Monate nachdem die EhrenGarde der Stadt Köln 1902 sie dort während der Session 2005 besucht hatte, verstarb sie 87-jährig im Sommer des gleichen Jahres.